# Nicolás Dos Santos
Nicolás Dos Santos Araujo (Montevideo, Uruguay, 10 de septiembre de 1970) es un preparador físico y entrenador uruguayo.

## Trayectoria
Se desarrolló en las categorías inferiores del Peñarol —con José Estanislao Malinowski de entrenador—, sin embargo no jugó a nivel profesional.

### Preparador físico y entrenador
Dos Santos es licenciado en Educación Física, nivel que alcanzó en el Instituto Superior de Educación Física (ISEF) de Montevideo, sección que pertenece a la Universidad de la República (Udelar). En esta misma institución, obtuvo conocimientos de entrenador de fútbol.
Fuera de su país, cursó una especialización en fútbol, en la Facultad de Ciencias del Deporte de la Universidad de la República Federal de Alemania. Cuenta con la certificación de estudios de la Federación Alemana de Fútbol (DFB) y fue docente en el curso de entrenadores en Uruguay. Dos Santos fue convocado en febrero del 2019, por el profesor Oscar Ortega (Atlético de Madrid) para ser Docente y Jefe de estudios del Máster de Alto Rendimiento Deportivo en la ciudad de Madrid.
Inició su carrera en 1992 con el Cerrito, posteriormente estuvo en Bella Vista y Central Español. En 1994 se marchó al Racing Club Montevideo y desarrolló su primera experiencia fuera de Uruguay tras ser parte del 14 de Julho, de Brasil. Tuvo periodos en los clubes uruguayos de Villa Española, Liverpool, Huracán Buceo —siendo campeón con la categoría Sub-20 en 1999—, Albion, Atenas de San Carlos y Cerrito —por segunda ocasión—, entre 1997 y 2006. Sus labores fueron principalmente de preparador físico y en ocasiones fue asistente técnico.
A partir de 2007, Nicolás conformó el cuerpo técnico del Real España de Honduras hasta el año 2009. Luego viajó a Perú y sumó otra experiencia en el Nacional de Iquitos, para recalar de nuevo al conjunto hondureño —donde se hizo con el
título del Apertura 2010—. El 6 de abril de 2011, se encargó de la preparación física en la Selección de El Salvador, con miras a la Eliminatoria Mundialista de Concacaf para Brasil 2014 —asimismo con la escuadra Sub-23 en la fase previa al Preolímpico de Concacaf de 2012—. Estuvo en el equipo de Libertad de Paraguay —quedando campeón del Clausura 2012 y de la Copa Bicentenario 2013 (de carácter amistoso)—, Atlante de México, Barcelona de Ecuador —club en el que consiguió la Copa del Astillero y
el Torneo de Clausura en 2014, así como la Copa EuroAmericana 2015— y Millonarios de Colombia, en donde acompañó a Rubén Israel y Flavio Robatto.
El 6 de enero de 2018, es nombrado oficialmente entrenador de Liga Deportiva Alajuelense, de la Primera División de Costa Rica, en sustitución del también uruguayo Rubén Israel, quien dejó el equipo por problemas de salud. Debutó al día siguiente contra Grecia (victoria 1-2) en el Estadio Allen Riggioni. Dos Santos consiguió la clasificación de su club a la cuadrangular del Torneo de Clausura, instancia a la que no accedía desde 2016, al acabar en el tercer lugar de la tabla. Sin embargo, en el inicio de esta etapa del certamen, tras el empate 3-3 ante el Deportivo Saprissa —juego en el que su club iba ganando 3-0 de manera transitoria— sumado a la derrota 1-0 frente al Santos de Guápiles en el epílogo del segundo tiempo, provocaron que el estratega fuera destituido de su cargo el 30 de abril. Finalizó su gestión con veinticuatro partidos dirigidos, trece de ellos en victorias, cinco empates y seis reveses, para un 61 por ciento de rendimiento. Nicolás terminó siendo reemplazado por Luis Diego Arnáez.

## Clubes

### Como preparador físico
| Club                     | País        | Año       | Asistente de       |
| ------------------------ | ----------- | --------- | ------------------ |
| Sportivo Cerrito         | Uruguay     | 1992      | Bandera de Uruguay |
| Bella Vista              | Uruguay     | 1993      | Bandera de Uruguay |
| Central Español          | Uruguay     | 1993      | Bandera de Uruguay |
| Racing de Montevideo     | Uruguay     | 1994      | Bandera de Uruguay |
| 14 de Julio              | Brasil      | 1995      | Bandera de Uruguay |
| Villa Española           | Uruguay     | 1997      | Bandera de Uruguay |
| Liverpool de Montevideo  | Uruguay     | 1998      | Bandera de Uruguay |
| Huracán Buceo            | Uruguay     | 1999-2001 | Rubén Israel       |
| Albion                   | Uruguay     | 2002      | Bandera de Uruguay |
| Atenas San Carlos        | Uruguay     | 2004      | Rubén Israel       |
| Sportivo Cerrito         | Uruguay     | 2006      | Marcelo Saralegui  |
| Real España              | Honduras    | 2007-2008 | Mario Zanabria     |
| Colegio Nacional Iquitos | Perú        | 2009      | Luis Cubilla       |
| Real España              | Honduras    | 2010-2011 | Mario Zanabria     |
| Selección Absoluta       | El Salvador | 2011-2012 | Rubén Israel       |
| Club Libertad            | Paraguay    | 2012-2013 | Rubén Israel       |
| Atlante                  | México      | 2013-2014 | Rubén Israel       |
| Barcelona de Guayaquil   | Ecuador     | 2014-2015 | Rubén Israel       |
| Millonarios              | Colombia    | 2015-2016 | Rubén Israel       |
| Alajuelense              | Costa Rica  | 2017-2018 | Rubén Israel       |

### Como entrenador
| Club        | País       | Año  |
| ----------- | ---------- | ---- |
| Alajuelense | Costa Rica | 2018 |

## Estadísticas como entrenador
| Equipo            | País                  | Desde              | Hasta               | Partidos | Partidos | Partidos | Partidos |
| PJ                | PG                    | PE                 | PP                  |          |          |          |          |
| ----------------- | --------------------- | ------------------ | ------------------- | -------- | -------- | -------- | -------- |
| Alajuelense       | Bandera de Costa Rica | 6 de enero de 2018 | 30 de abril de 2018 | 24       | 13       | 5        | 6        |
| Consolidado Total | Consolidado Total     | Consolidado Total  | Consolidado Total   | 24       | 13       | 5        | 6        |

## Palmarés

### Campeonatos nacionales
| Título             | Club            | País     | Año  |
| ------------------ | --------------- | -------- | ---- |
| Torneo de Apertura | R. C. D. España | Honduras | 2010 |
| Torneo de Clausura | Club Libertad   | Paraguay | 2012 |
| Torneo de Clausura | Barcelona S. C. | Ecuador  | 2014 |